# Temporada 2014 del Campeonato de España de Rally Históricos

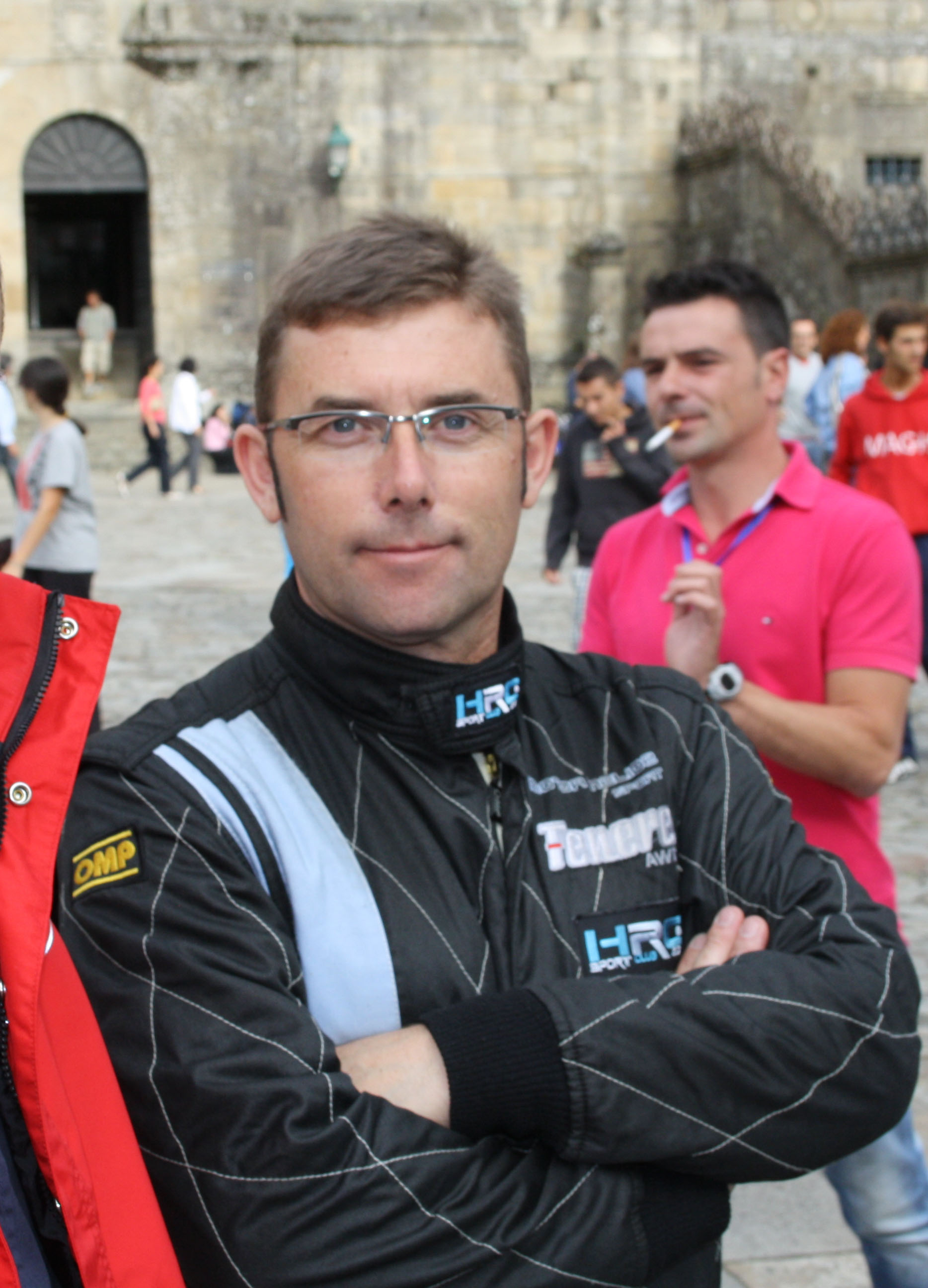
El piloto Jesús Ferreiro logró su tercer título de históricos.

La temporada 2014 fue la 7º edición del Campeonato de España de Rally Históricos. El calendario constaba inicialmente de nueve pruebas de las cuales, cuatro, entraron por primera vez en el certamen: Palma y Rías Baixas, ambos posteriormente cancelados, Extremadura y Gibralfaro. Tres de ellas eran además puntuables para el Campeonato de Europa de Rally Históricos, los habituales Rally de España, Costa Brava y el Rally Villa de Pravia que entraba en el certamen europeo por primera vez.

## Reglamento
Entre las novedades en el reglamento destacaban: el campeonato de velocidad se dividió en tres categorías: Históricos, Legend y Modificados. Estas categorías se establecían sobre la base de la cilindrada, similar a los campeonatos históricos regulados por la FIA. El campeonato de regularidad permaneció sin cambios pero con incentivos para los vehículos de pequeña cilindrada. También se otorgaron puntos por la antigüedad de los vehículos. El número mínimo de kilómetros cronometrados en una prueba puntuable, se estableció en 80 km.

### Puntuación
En el reglamento del Campeonato de España de Históricos regulado por la RFEDA, estableció para la temporada 2014 los siguientes cambios y novedades:
- Para clasificar en el campeonato deben al menos disputarse cuatro pruebas y se tienen en cuenta un máximo de seis resultados.
- Se otorgan puntos para los diez primeros clasificados de cada prueba:

| 1  | 2  | 3  | 4 | 5 | 6 | 7 | 8 | 9 | 10 |
| -- | -- | -- | - | - | - | - | - | - | -- |
| 25 | 12 | 10 | 8 | 6 | 5 | 4 | 3 | 2 | 1  |

- Se otorgan además, puntos extra según los siguientes criterios: un punto por tomar la salida, un punto por finalizar el rally, un punto por antigüedad del automóvil (anterior a 1970), tres puntos para el equipo que participe en cualquier prueba puntuable (FIA o RFEDA), con un vehículo que posea pasaporte FIA y conforme al reglamento del mismo y dos puntos para los equipos de la península que participen en una prueba insular y viceversa.

## Calendario
| N.º       | Fecha               | Prueba                          | Series |
| --------- | ------------------- | ------------------------------- | ------ |
| 1         | 1-2 de marzo        | Rally de España Histórico       | ERC    |
| 2         | 15-16 de marzo      | Rally Costa Brava               | ERC    |
| 3         | 26-27 de abril      | Rally de Gran Canaria Histórico |        |
| Cancelado | Cancelado           | Rally de La Palma               |        |
| 4         | 12-13 de julio      | Rally de Avilés Histórico       |        |
| Cancelado | Cancelado           | Rally Rías Baixas Histórico     |        |
| 5         | 13-14 de septiembre | Rally de Extremadura Histórico  |        |
| 6         | 4-5 de octubre      | Rally de Asturias               | ERC    |
| 7         | 8-9 de noviembre    | Rally Gibralfaro                |        |

## Clasificación
- Solo se calsificaron los pilotos que participaron en un mínimo de cuatro pruebas. Debido a esto, los campeonatos Categoría 1, Categoría 3 y Trofeo Categoría 5 quedaron desiertos.[5]

### Campeonato de pilotos
| Pos. | Piloto                           | ESP | COS | CAN | AVI | EXT | AST | GIB | Puntos |
| ---- | -------------------------------- | --- | --- | --- | --- | --- | --- | --- | ------ |
| 1    | Jesús Ferreiro                   | 1   | 1   | 1   | 1   | 1   | Ret |     | 106    |
| 2    | Ángel Julio Borja                | 3   |     | 3   | 3   |     |     | 1   | 83     |
| 3    | Miguel Otequi Usaola             |     | Ret |     | 2   | 2   | 2   |     | 52     |
| 4    | Francisco Javier Esquer de Oñate |     |     |     |     |     |     |     | 35     |
| 5    | César Anton del Campo            |     | 6   |     | Ret |     |     |     | 32     |
| 6    | Antonio Sainz                    | Ret | 4   |     | Ret | Ret | Ret |     | 21     |

### Campeonato de copilotos
| Pos. | Piloto       | Puntos |
| ---- | ------------ | ------ |
| 1    | Javier Anido | 106    |

### Campeonato de regularidad
| Pos. | Piloto                   | Puntos |
| ---- | ------------------------ | ------ |
| 1    | José Ramón Campos Mulero | 101    |
| 2    | Antonio Gutiérrez Quirós | 68     |
| 3    | Javier Esquer Ruiz-Galan | 62     |
| 4    | Julián Olaiz Achiaga     | 38     |
| 5    | Javier Burillo Tellez    | 21     |

### Copa de regularidad
| Pos. | Piloto                   | Puntos |
| ---- | ------------------------ | ------ |
| 1    | Marcial Rodríguez Ortega | 90     |

### Trofeo de regularidad
| Pos. | Piloto                   | Puntos |
| ---- | ------------------------ | ------ |
| 1    | Esteban Asenjo Velasco   | 66     |
| 2    | Samuel Iglesias Martínez | 62     |

### Campeonato de conductores Categoría 2
| Pos. | Piloto                           | Puntos |
| ---- | -------------------------------- | ------ |
| 1    | Francisco Javier Esquer de Oñate | 72     |

### Campeonato de conductores Categoría 4
| Pos. | Piloto         | Puntos |
| ---- | -------------- | ------ |
| 1    | Jesús Ferreiro | 102    |

### Trofeo de conductores Categoría 6
| Pos. | Piloto              | Puntos |
| ---- | ------------------- | ------ |
| 1    | Marcos García Pérez | 63     |

### Trofeo de conductores Categoría 7
| Pos. | Piloto                 | Puntos |
| ---- | ---------------------- | ------ |
| 1    | Alberto Fraga Vilariño | 44     |

### Trofeo escuderías
| Pos. | Escudería                   | Puntos |
| ---- | --------------------------- | ------ |
| 1    | Historic Rally Classic      | 108    |
| 2    | Escudería Madrid Históricos | 53     |
| 3    | Escudería Rías Baixas       | 47     |